# Nicolás Ferreyra
Nicolás Ferreyra (San Nicolás, Buenos Aires, 29 de abril de 1985) es un baloncestista profesional que se desempeña en la posición de base para Regatas de San Nicolás del Torneo Pre-Federal Bonaerense de Argentina

## Carrera
Se inició en el Don Bosco de San Nicolás de los Arroyos, su ciudad natal. Pasó luego al Club Belgrano. Su debut oficial en la Liga Nacional de Básquet se dio el 9 de diciembre de 2001 en la temporada 2001-02 frente a Pico Football Club. En ese club disputó siete temporadas, promediando 35 partidos por temporada. En su último año en el club convirtió un promedio de 10,5 puntos por juego. En la Liga Nacional de Básquet 2008-09 se unió al club Gimnasia y Esgrima de la ciudad de Comodoro Rivadavia. Disputó una segunda temporada más con el club para luego firmar con el club Quilmes de Mar del Plata, que disputó la temporada 2010-11 del Torneo Nacional de Ascenso. En esa temporada, Quilmes obtuvo el ascenso a la Liga Nacional de Básquet.
Disputó la Liga Nacional de Básquet 2011-12 junto a Quilmes y la temporada siguiente se unió a Regatas de Corrientes. En ese club logró el Torneo Súper 8 2012, la Liga Sudamericana de Clubes 2012 y la Liga Nacional de Básquet 2012-13. El 21 de junio de 2013 se confirmó su llegada al Estudiantes de Concordia. Tras dos temporadas en el club entrerriano, se mudó a Buenos Aires para jugar en Boca Juniors.
En agosto de 2016 llegó a Ciclista Olímpico, pero en marzo de 2017 dejó la institución. Una semana después fichó por Hispano Americano de Río Gallegos, para jugar el tramo final de la temporada 2016-17. A mediados de ese mismo año, retornó a Quilmes, para así iniciar su segunda etapa en el club.
En 2018 emigró a la liga chilena, donde formó parte de las filas del Deportivo Valdivia. Con ese equipo jugó la Basketball Champions League Americas 2019-20, luego de haberse consagrado campeón del torneo local en la temporada anterior. Posteriormente desembarcó en Caxias do Sul, club de la primera división del baloncesto brasileño que lo contrataría por un año. 
Regresó a su país en agosto de 2021 para vestir los colores de La Unión de Formosa. Tras una temporada en la que su equipo luchó por no descender, Ferreyra optó por retornar a Chile para reincorporarse al Deportivo Valdivia.
En agosto de 2023, con 38 años, hizo su regreso a Belgrano de San Nicolás para disputar el Torneo Pre-Federal de la Región CAB 1 de Argentina. Tras jugar la temporada 2024 de La Liga Federal dejó a su club para unirse a Regatas de San Nicolás.
En febrero de 2025 se unió como refuerzo a Independiente de General Pico para disputar otra temporada de La Liga Federal.

## Selección nacional
Ferreyra participó del Campeonato Sudamericano de Baloncesto de Cadetes de 2003 de Bogotá, Colombia, donde el equipo juvenil argentino consiguió el título bajo la dirección técnica de Rubén Magnano.

## Palmarés

### Campeonato nacionales
| Título                               | Club                     | País      | Año     |
| ------------------------------------ | ------------------------ | --------- | ------- |
| Torneo Nacional de Ascenso           | Quilmes de Mar del Plata | Argentina | 2011    |
| Torneo Súper 8                       | Regatas Corrientes       | Argentina | 2012    |
| Liga Nacional de Básquet             | Regatas Corrientes       | Argentina | 2012-13 |
| Liga Nacional de Basquetbol de Chile | Valdivia                 | Chile     | 2018-19 |

### Campeonatos internacionales
| Título                      | Club               | País      | Año  |
| --------------------------- | ------------------ | --------- | ---- |
| Liga Sudamericana de Clubes | Regatas Corrientes | Argentina | 2012 |